# SK네트웍스서비스
SK네트웍스서비스는 SK그룹의 계열사이며, SK네트웍스(주)가 출자한 자회사이다. 2007년 설립되었으며, 자본금 33억 3,396만원, 매출액 3,134억 6,122만원(2015년), 사원수 766명(2015년) 규모의 대기업이다. 서울특별시 중구 서소문동에 본사가, 경기도 수원시 장안구 정자동에 본점이 위치하고 있으며, 단말기 AS용역 / 네트워크 구축,운용 / 통신장비 유통사업 등 다양한 사업을 영위하고 있다.

## 위치
- 본사: 서울특별시 중구 세종대로9길 41, 14층 (서소문동, 퍼시픽타워)
- 본점: 경기도 수원시 장안구 장안로 120, 5층 (정자동, 세기빌딩)

## 연혁
- 2002년
  - SK네트웍스 AS 업무 론칭, 두루넷 전용 회선망 사업 인수
- 2003년
  - 신세기통신 AS 도입
- 2007년
  - 7월 SK네트웍스서비스 창립(SK텔레콤 단말기 AS 사업 전문화)
- 2008년
  - 4월 SK텔레콤 Network 운영/유지보수 사업 직영체제 전환
- 2009년
  - 7월 정보통신 공사 시공 능력 60위
  - 9월 품질경영시스템 인증 'ISO 9001' 획득
- 2010년
  - 5월 SK텔레콤 Network 운영/유지보수 사업 영역 확대
  - 6월 정보통신 공사 시공 능력 34위
  - 7월 SK브로드밴드 Network 운영/유지보수 사업 론칭
  - 10월 AS사업 명칭 변경(행복 AS)
- 2011년
  - 1월 시스템 사업(ICT 장비유통 사업) 론칭
  - 10월 2010 한국 재무경영 대상 소기업 부문 최우수상 수상
  - 11월 국방망 유지보수 사업 론칭
- 2012년
  - 1월 고용창출 100대 우수기업 선정(대통령 표창)
  - 6월 정보통신 공사 시공 능력 21위
  - 7월 시스템 사업(서버 사업) 론칭
  - 11월 SK네트웍스인터넷 흡수합병
- 2013년 3월 모범납세자상 수상(중부지방국세청)

## 사업영역
- 서비스사업
- 네트워크사업
- IT Solution 사업

## 참고 문헌
- 워치가드코리아-SK네트웍스서비스, 총판 계약 체결
- SK네트웍스서비스 "모바일 게임 퍼블리싱 출사표" (일문일답) 보관됨 2015-09-24 - 웨이백 머신
- 시트릭스-SK네트웍스서비스, "국내 네트워크 솔루션 시장 공략"
- 넷앱, SK네트웍스서비스와 총판 계약